# Хвітсеркур
65°36′23″ пн. ш. 20°38′07″ зх. д. / 65.6064206888° пн. ш. 20.6353476351° зх. д.
Хвітсеркур (ісл. Hvítserkur, «біла сорочка») — скеля незвичайної форми на північному узбережжі Ісландії, в затоці Хунафлоуї на східному узбережжі півострова Ватнснес. Загострена скеля сама по собі порівняно невелика — у висоту досягає 15 метрів, але саме такі невеликі розміри дозволяють з берега сплутати її з величезною собакою, кабаном або величезним доісторичним чудовиськом.

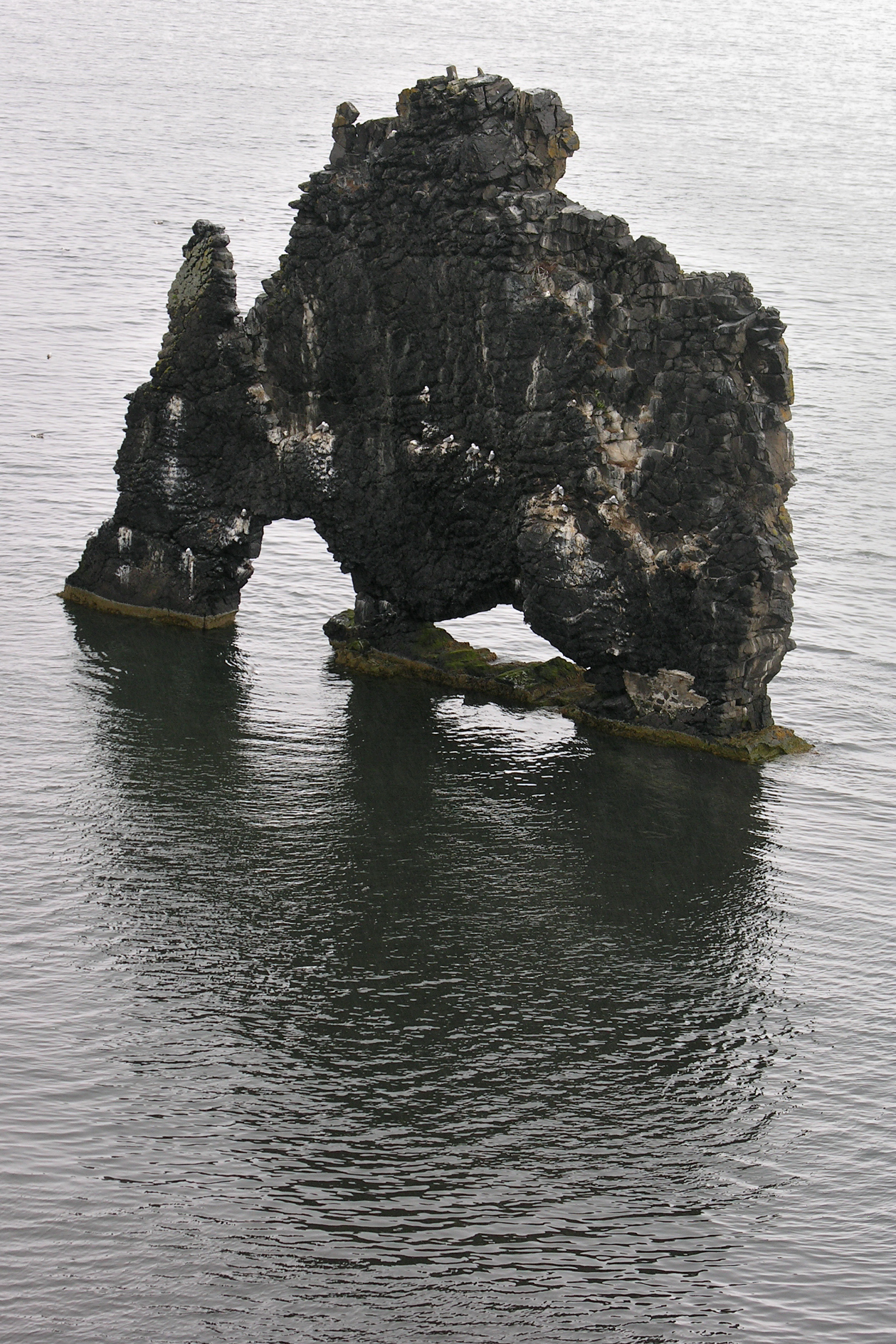
Хвітсеркур

Назва скелі перекладається як «біла сорочка». На каменях дійсно можна побачити кілька великих плям білого кольору, але це ніяк не пов'язано з якимись аномальними або геологічними особливостями, а виключно з птахами, точніше з продуктами їхньої життєдіяльності. На скелі влаштовують гнізда мартини та фульмари.
Колись давно це був активний вулкан. Але з часом вулкан згас, а час, вода і вітер зруйнували його кальдеру, залишивши тільки вузьку химерну скелю, за формою нагадує мамонта або динозавра, що нагнувся, щоб втамувати спрагу водою Гренландського моря. У середні століття на європейських картах скелю називали Носорогом. Ну а самі ісландці за усталеною традицією вважають Хвітсеркур як і будь-який інший тутешній стрімчак і валун, тролем, що заснув. Про це оповідає легенда, що закінчується тим, що нещасний троль Хвітсеркур побачив сонце і негайно ж закам'янів.
Популярним це місце стало після 1990 року, коли з'явилося на поштовій марці. Хвітсеркур знаходиться у воді, тому милуватися ним можна з берега, але коли під час відпливу вода відступає, у туристів з'являється можливість наблизитися в скелі, практично не замочивши ніг. Місцеві жителі помітили, що вода поступово розмиває основу скелі і стали обмазувати її цементом. Вид це, звичайно, псує, зате продовжує життя місцевої визначної пам'ятки.